# Verticillium niveostratosum
Verticillium niveostratosum är en svampart som beskrevs av Lindau 1903. Verticillium niveostratosum ingår i släktet Verticillium och familjen Plectosphaerellaceae.   Inga underarter finns listade i Catalogue of Life.